# Bosco (político)
João Bosco (Araxá, 31 de maio de 1966) é político brasileiro do estado de Minas Gerais e bacharel em Direito, formado pelo Centro Universitário do Planalto de Araxá (Uniaraxá). Atualmente, exerce seu terceiro mandato como Deputado Estadual na Assembleia Legislativa de Minas Gerais, eleito em 2010 com 31.455 votos pelo PTdoB (Partido Trabalhista do Brasil). Reeleito em 2014 e 2018, pelo Avante. Em 2022, filiou-se ao Cidadania.

## Biografia
João Bosco nasceu em Araxá, no 31 de maio de 1966, filho de Urciano Ribeiro Filho e Maria de Lourdes de Jesus (em memória). É formado em Direito pelo Centro Universitário do Planalto de Araxá (Uniaraxá). É pai de quatro filhos. 
Foi eleito vereador aos 24 anos, em 1992. Bosco exerceu quatro mandatos consecutivos como vereador na Câmara Municipal de Araxá (1992-2008). Em 1998, foi presidente da Câmara de Araxá. Foi candidato a prefeito municipal de Araxá nas eleições de 2008 e eleito 2º suplente na 16ª Legislatura da ALMG. Na eleição seguinte, em 2010, foi eleito Deputado Estadual com 31.455 votos. 

## Carreira política
Em 2009, Bosco foi convidado a integrar a equipe do governador Aécio Neves no cargo de Diretor de Captação de Recursos do Instituto de Desenvolvimento do Norte e Nordeste de Minas Gerais (Idene).
Em 2011, por indicação do presidente da Assembleia Legislativa de Minas Gerais, deputado Dinis Pinheiro, foi agraciado com a Medalha Santos Dumont, considerada a segunda condecoração mais importante do Governo de Minas Gerais.
Em 2012, o Deputado Bosco recebeu outras três medalhas mineiras: Ordem do Mérito Legislativo (outorgada pela Assembleia Legislativa de Minas Gerais), Mérito Empresarial – Ação Legislativa (outorgada pela Federaminas) e Medalha Centenário (outorgada pelo Detran-MG).
Em 2013, por indicação do Governador Antônio Anastasia, foi condecorado com a Medalha da Inconfidência. 